# مارکو پالرمو
مارکو پالرمو (انگلیسی: Marco Palermo؛ زادهٔ ۱ نوامبر ۱۹۹۵) بازیکن فوتبال اهل ایتالیا است.